# Cortodera placerensis
Cortodera placerensis là một loài bọ cánh cứng trong họ Cerambycidae.